# Музей Людвига в Русском музее
Музей Людвига в Русском музее (Санкт-Петербург) — государственный музей современного искусства в Санкт-Петербурге.
Располагается в Мраморном дворце — филиале Русского музея.

## История
Музей Людвига в Русском музее открылся 10 марта 1995 года в результате сотрудничества четы немецких коллекционеров и промышленников Петера и Ирене Людвигов и Русского музея.

Чета Людвигов, продолжая свою интернациональную традицию меценатства, подарила Русскому музею 88 произведений международного актуального искусства. 
«Создание Музея Людвига в Петербурге имеет и культурно-политическое значение, причем переоценить его трудно. Сотрудничество с одним из крупнейших в мире коллекционеров делает реальными самые невероятные проекты. Если в Петербурге создается Музей Людвига, то он автоматически причисляется к мощнейшей империи подобных музеев во многих странах Европы. Возможность приглашать выставки из знаменитых собраний Людвига в Кёльне или Аахене, вызывать оттуда для временных экспозиций отдельные произведения — чем не счастье для такого не самого богатого музея, как Русский. В этом отношении он может считать себя выигравшим негласный спор с ГМИИ в Москве, переговоры с которым Людвиг вел на протяжении десяти лет», писал по поводу открытия «Коммерсант».
В 1998 году последовала вторая донация, в результате которой было сформировано представительное собрание поп-арта, фотореализма, немецкого неоэкспрессионизма. Согласно договору новая институция получила особый статус — «музей в музее». При совместной поддержке Фонда Людвига и Русского музея ежегодно пополняется коллекция Музея Людвига в Русском музее.

## Коллекция
В собрании представлены классические образцы поп-арта (Э. Уорхол, Д. Розенквист, Р. Раушенберг); гиперреализм (Дж. Сегал, Дж. Борофски, Дж. Кунс); неоэкспрессионизм (Ж.-М. Баския); немецкое искусство — от раннего Й. Бойса до М. Люпертца; наконец, искусство российских художников андеграунда: И. Кабакова, Э. Булатова, В. Янкилевского. Русская часть коллекции интересна тем, что она включает все сегменты искусства 70-х — 80-х годов.